# Province du New Hampshire
1691–1783
Entités précédentes :
- Colonie de la baie du Massachusetts

Entités suivantes :
- New Hampshire

La province du New Hampshire était une colonie de la Couronne organisée le 7 octobre 1691 lors de la colonisation britannique des Amériques. La charte a été adoptée le 14 mai 1692, par le roi Guillaume III et la reine Marie III, les monarques du royaume d'Angleterre et du royaume d'Écosse, en même temps que la création de la province de la baie du Massachusetts, chacune faisant anciennement partie de la colonie de la baie du Massachusetts.
La province du New Hampshire couvrait à peu près la région occupée par l'actuel État du New Hampshire, et fut nommé d'après le comté de Hampshire dans le Sud de l'Angleterre par John Mason.
La province n'eut pas son propre gouverneur avant 1741, quand Benning Wentworth fut nommé. Beaucoup d'octrois du New Hampshire devinrent plus tard l'État du Vermont.

## Histoire

### Avant la colonisation
Avant la colonisation britannique, la région qui est devenue la province était peuplée par des Abenaquis, qui vivaient dans des villages, parfois importants. Selon la saison, soit ceux-ci restaient près de leurs villages pour pêcher, cueillir des plantes, faire du sucre, et commercer ou se battre, soit ils se rendaient sur les lieux de chasses. Plus tard, ils ont aussi fait pousser du tabac d'élevage et les « trois sœurs » : le maïs, les haricots et les courges.

### Formation de la province
Avant 1691, la « colonie du New Hampshire » était le produit de plusieurs concessions de terre datant de 1623 dont la plus ancienne attribuée à John Mason. Pendant la majeure partie de son histoire coloniale, elle était contrôlée par la colonie de la baie du Massachusetts basée à Boston.
En 1631, le capitaine Thomas Wiggin devint le premier gouverneur de la province dans l’Upper Plantation du New Hampshire, comprenant les villes actuelles de Dover, Durham et Stratham.
D'autres colonies suivirent : Little Harbor, Dover, Portsmouth et Exeter. David Thomson, Edward Hilton, et Thomas Hilton ont été envoyés par John Mason, qui souhaitait envoyer des colons pour qu'ils créent une colonie de pêche. Ils établirent les villes de Dover et de Little Harbor. L'établissement d'Exeter fut fondé en 1638 par John Wheelwright, après qu'il eut été banni du Massachusetts pour avoir défendu les enseignements d'Anne Hutchinson. Ces villes se sont accordées pour s'unir en 1639 et en 1641 rejoignirent la colonie du Massachusetts.
Le 1er janvier 1660, le New Hampshire fut séparé de la colonie du Massachusetts, devenant une colonie avec son propre gouvernement. Il fut uni au Massachusetts en 1688, et séparé une dernière fois en 1691 pour devenir la province du New Hampshire.